# Santiago Bueno
Santiago Ignacio Bueno Sciutto (sinh ngày 9 tháng 11 năm 1998) là một cầu thủ bóng đá người Uruguay hiện đang thi đấu cho câu lạc bộ Wolverhampton Wanderers ở vị trí hậu vệ.